# Pin (Haute-Saône)
Pin ist eine Gemeinde im französischen Département Haute-Saône in der Region Bourgogne-Franche-Comté.

## Geographie
Pin liegt auf einer Höhe von 228 m über dem Meeresspiegel, etwa 15 Kilometer nordwestlich der Stadt Besançon (Luftlinie). Das Dorf erstreckt sich im Süden des Départements, leicht erhöht am nördlichen Rand der Talebene des Ognon, gegenüber von Émagny, südlich der Monts de Gy.
Die Fläche des 14,04 km² großen Gemeindegebiets umfasst einen Abschnitt des unteren Ognon-Tals. Die südliche Grenze verläuft stets entlang dem Ognon. Dieser fließt hier mit mehreren Windungen durch eine Alluvialebene, die eine Breite von ein bis zwei Kilometern aufweist und durchschnittlich auf 210 m liegt. Vom Flusslauf erstreckt sich das Gemeindeareal nordwärts über die Talebene auf das angrenzende Plateau, das aus tertiären Sedimenten aufgebaut ist. Das Plateau ist überwiegend von Acker- und Wiesland bestanden. Weiter nach Norden reicht das Gebiet auf die Höhen der Monts de Gy, die von einem ausgedehnten Wald bedeckt sind (Grands Bois de Pin). Mit 368 m wird ganz im Norden die höchste Erhebung von Pin erreicht. Die östliche Abgrenzung verläuft entlang dem Ruisseau de Poussot, der wenig oberhalb von Pin in den Ognon mündet.
Nachbargemeinden von Pin sind Autoreille im Norden, Gézier-et-Fontenelay und Vregille im Osten, Émagny im Süden sowie Beaumotte-lès-Pin und Courcuire im Westen.

## Geschichte
Im Mittelalter gehörte Pin zur Freigrafschaft Burgund und darin zum Gebiet des Bailliage d’Amont. Bereits im 12. Jahrhundert bildete Pin den Mittelpunkt einer Propstei. Die lokale Herrschaft ging 1287 als Lehen an Guillaume d'Apremont über. Der Dorfpfarrer gründete 1625 eine Druckerei, die rasch überregionale Bekanntheit erlangte, jedoch im Dreißigjährigen Krieg aufgegeben wurde. Zusammen mit der Franche-Comté gelangte Pin mit dem Frieden von Nimwegen 1678 definitiv an Frankreich. Die Herrschaft wurde 1746 zum Marquisat erhoben. Seit 2002 ist Pin Mitglied des 15 Ortschaften umfassenden Gemeindeverbandes Communauté de communes de la Vallée de l'Ognon.

## Sehenswürdigkeiten

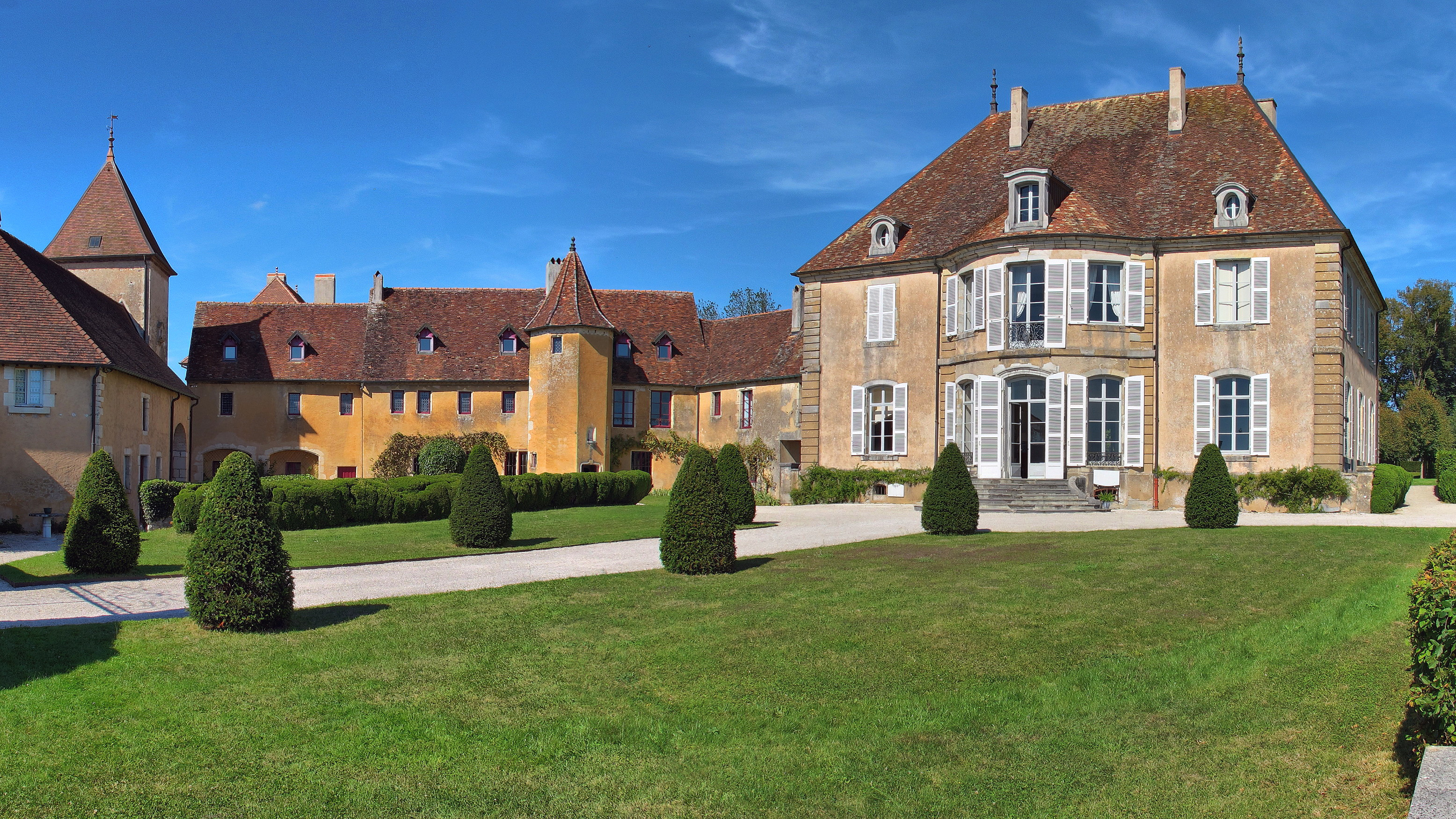
Schloss

Die Kirche Saint-Martin, die auf einen Bau des 15. Jahrhunderts zurückgeht, wurde im 18. Jahrhundert weitgehend neu erbaut und besitzt eine reiche Innenausstattung. Aus dem 16. Jahrhundert stammt das Schloss, das im 18. Jahrhundert umgebaut wurde. Ein weiterer Herrschaftssitz wurde im 15. Jahrhundert errichtet. Sehenswert ist auch das Lavoir, das einst als Brunnen, Waschhaus und Viehtränke genutzt wurde. Sein Dach wird von zehn Säulen getragen.

## Bevölkerung
| Jahr                       | 1962 | 1968 | 1975 | 1982 | 1990 | 1999 |
| Einwohner                  | 385  | 360  | 354  | 426  | 504  | 569  |
| Quellen: Cassini und INSEE |      |      |      |      |      |      |

Mit 731 Einwohnern (1. Januar 2022) gehört Pin zu den kleineren Gemeinden des Département Haute-Saône. Nachdem die Einwohnerzahl in der ersten Hälfte des 20. Jahrhunderts deutlich abgenommen hatte (1911 wurden noch 522 Personen gezählt), wurde seit Mitte der 1970er Jahre wieder ein kontinuierliches Bevölkerungswachstum verzeichnet. Seither hat sich die Einwohnerzahl fast verdoppelt.

## Wirtschaft und Infrastruktur
Pin war bis weit ins 20. Jahrhundert hinein ein vorwiegend durch die Landwirtschaft (Ackerbau, Obstbau und Viehzucht) und die Forstwirtschaft geprägtes Dorf. Heute gibt es einige Betriebe des lokalen Kleingewerbes. In den letzten Jahrzehnten hat sich das Dorf zu einer Wohngemeinde gewandelt. Viele Erwerbstätige sind deshalb Wegpendler, die in den größeren Ortschaften der Umgebung und in der Agglomeration Besançon ihrer Arbeit nachgehen.
Die Ortschaft liegt abseits der größeren Durchgangsachsen an einer Departementsstraße, die von Étuz nach Marnay führt. Der nächste Anschluss an die Autobahn A36 befindet sich in einer Entfernung von ungefähr 12 km. Weitere Straßenverbindungen bestehen mit Émagny, Charcenne und Beaumotte-lès-Pin.